# Orienthussvala
Orienthussvala (Delichon dasypus) är en tätting inom släktet hussvalor. Den är en flyttfågel vars tre underarter häckar i Himalaya och i centrala- och östra Asien. Den övervintrar antingen på lägre höjder i bergsområdena, eller i Sydostasien. Arten är inte hotad utan förekommer lokalt mycket talrikt, och dess utbredningsområde verkar expandera norrut in i södra Sibirien. Den har vid ett enda tillfälle påträffats i Europa, i Litauen i oktober 2016.
Orienthussvala är lik den närbesläktade hussvalan och har blåsvart ovansida, vit övergump, och ljusgrå undersida. Den häckar i kolonier, och bygger sitt bo av lera som placeras under ett överhäng på en klippa eller under en taknock. Båda föräldrarna bygger boet, ruvar de tre till fyra vita äggen och matar ungarna. Arten lever av små insekter som fångas i flykten, ofta på hög höjd. Mer sällsynt äter den även markbundna insekter som hoppstjärtar och fjärilslarver.

## Taxonomi
Orienthussvala beskrevs taxonomiskt första gången 1850 utifrån ett specimen infångad i Borneo av den franske naturvetaren och ornitologen Charles Lucien Bonaparte som Chelidon dasypus.Bonapartes nomenklatur i detta fall är förvirrande och hans intention kan ha varit att beskriva den som Hirundo dasypus. Redan 1854 placerades arten istället i släktet Delichon av den brittiske entomologen Frederic Moore och den amerikanske naturvetaren Thomas Horsfield.
Det vetenskapliga släktnamnet Delichon är ett anagram av den gammalgrekiska termen χελιδών (chelīdōn), som betyder "svala", och dess artepitet dasypus härstammar från grekiskans δασύπους som ungefär betyder "grovbent" vilket referera till dess kraftiga fötter. Dess närmsta släktingar är de två övriga arterna i släktet Delichon, himalayahussvala och hussvala. Orienthussvalan har tidigare behandlats som en underart till hussvalan.
Orienthussvalan delas vanligtvis upp i tre underarter:
- D. d. dasypus – nominatformen beskrevs av Bonaparte, och häckar i Sibirien i östra Ryssland, på Kurilerna och i Japan.
- D. d. cashmeriense – häckar i Himalaya och beskrevs av den engelska ornitologen John Gould 1858 utifrån ett specimen från Kashmir som samlats in av Andrew Leith Adams[10]
- D. d. nigrimentale – häckar de sydöstra delarna av artens utbredningsområde, i sydöstra Kina och Taiwan, och beskrevs av den tyska ornitologen Ernst Hartert 1910 utifrån ett specimen insamlat i Fujian, i sydöstra Kina.[11] Underartsepitetet var förut nigrimentalis men detta rörde sig om en felstavning.[9]

## Utseende
Den adulta orienthussvalan av nominatformen är 12 cm lång, har en blänkande stålblå ovansida med en kontrasterande vit övergump, ljusgrå, till vit undersida och något kluven stjärt. Ovansidan stjärten och vingovansidan är brunsvarta och vingundersidan är ljust gråbrun. Benen och fötterna är brunrosa och täckta med vita fjädrar. Dess iris är brun och den har en svart näbb. Utseendemässigt är skillnaderna mellan könen små, men hanens undersida är vitare än honans, speciellt i fräsch dräkt. Juvenilen har en mindre glänsande fjäderdräkt och har mörkbrun ovansida, ibland med en brun ton på övergumpen, och gråvit undersida. D. d. cashmiriense har en klarare blå ovansida och vitare övergump än den något större nominatformen. D. d. nigrimentale är den minsta underarten.

### Förväxlingsrisker med andra arter
Alla tre underarter kan särskiljas ifrån den liknande himalayahussvalan utifrån den senares svarta huvudsida, svarta undre stjärttäckare och dess mer fyrkantiga stjärt. Orienthussvalan påminner om hussvalan, men är mörkare på undersidan och har mindre kluven stjärt. Störst förväxlingsrisk är mellan den adulta orienthussvalehanen, som har en ljusare undersida, och den östliga underarten av hussvala D. urbicum lagopus som har en mindre kluven stjärt än nominatformen av hussvala, men som ändå har tillräckligt kluven stjärt för att kunna skiljas ifrån orienthussvalan.

### Läte
Orienthussvalans sång är ett porlande metallisk drill och dess lockläte är ett torrt metalliskt "chiirp", ofta med två eller tre stavelser. Locklätet påminner om hussvalans men är mer raspigt.

## Utbredning
Nominatformen av orienthussvalan, D. d. dasypus, häckar i Sibirien i sydöstra Ryssland, på Kurilerna, i Japan och sällsynt i Korea. Den är en flyttfågel som flyttar genom östra Kina för att övervintra på Malackahalvön, Borneo, Filippinerna, Java och Sumatra. Ett mindre antal övervintrar kring heta källor i Japan.
D. d. cashmeriensis häckar i Himalaya, från Afghanistan och österut till Sikkim och norrut in i Tibet och västra och centrala Kina. Den häckar på höjder mellan 1 500 och 5 000 meter över havet, men främst på höjder mellan 2 400 och 4 000 meter över havet. Denna underart är en kortflyttare som främst övervintrar på lägre höjder vid foten av Himalaya, men vissa fåglar flyttar till slättlandet i nordöstra Indien, och med ett litet antal som övervintrar i Myanmar och norra Thailand. 
Den tredje underarten, D. d. nigrimentale, häckar i sydöstra Kina och södra Sibirien. Dess övervintringsområden är fortfarande okända, men de fåglar som häckar i Taiwan övervintrar på lägre höjder. Icke-häckande orienthussvalor har observerats så långt västerut som Förenade Arabemiraten.
Utbredningsområdet för D. d. cashmeriensis överlappar himalayahussvalans utbredningsområde, men de häckar vanligtvis på något olika höjder. Denna höjdseparation och dess små morfologiska skillnader verkar förhindra hybridisering.

### Fynd utanför utbredningsområdet
Orienthussvala har påträffats på Palau i Stilla havet samt vid tre tillfällen i Förenade Arabemiraten. 28 oktober 2016 hittades en död hussvala vid Ventės Ragas i Litauen som i efterhand bestämts till orienthussvala efter DNA-studier. Detta utgör det första och enda fyndet hittills i Europa.

## Ekologi

### Biotop
Orienthussvalan föredrar dalar och raviner i bergsområden eller vid klippkuster, där naturligt förekommande grottor och sprickor tillgodoser behovet av häckningsplatser. Den häckar även på större byggnader som tempel, hotell och kraftstationer. Vintertid tenderar den att flytta till lägre höjder och övervintra i öppna eller kuperade biotoper, men den har observerats på höjder upp till 2560 meter i Thailand.

### Häckning

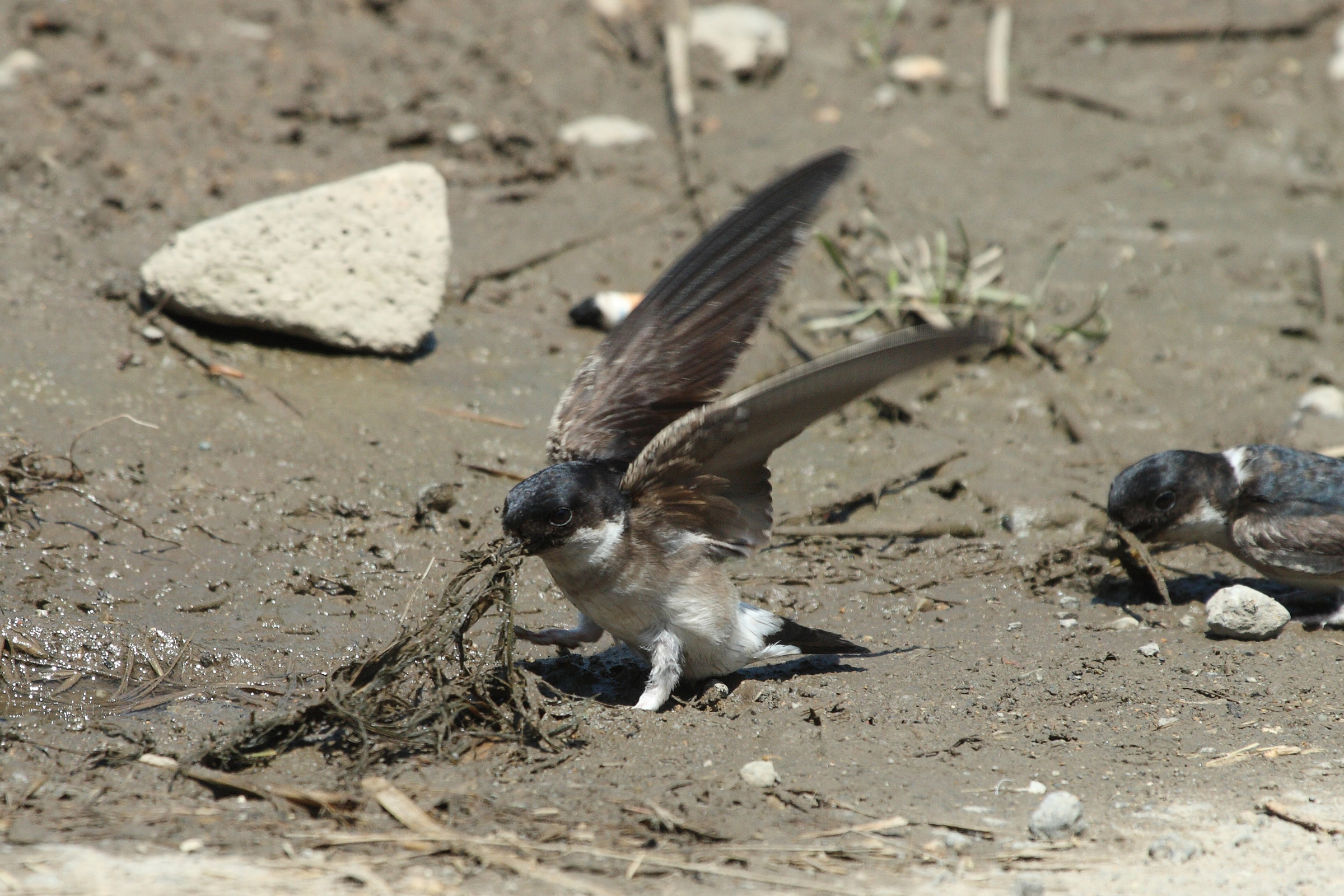
Fåglar som samlar in bomaterial i Hokkaido, Japan

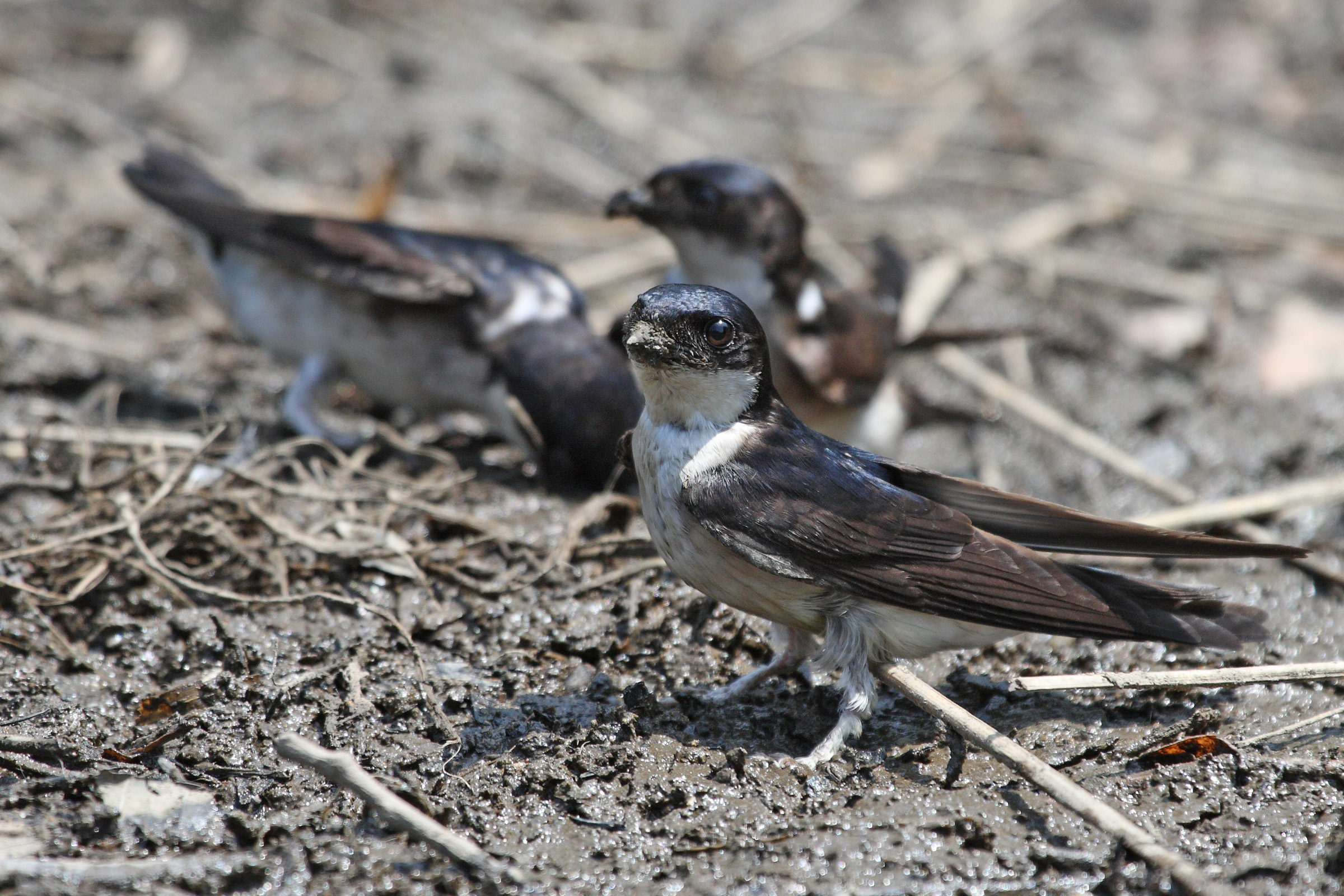
Fåglar som samlar in bomaterial i Hokkaido, Japan

Orienthussvalan häckar i kolonier på klippväggar, vid grottöppningar, eller skrevor där det finns överhäng, och bona rör ofta inte vid varandra. Den häckar också på större byggnader men inte lika ofta som hussvalan. Boet byggs av lera och är konformat fastsatt mot överhänget eller taknocken. Boet fodras med gräs och fjädrar. Till skillnad från sina närmaste släktingar så tillsluter den ofta inte boet helt, utan lämnar boet öppet. En rysk studie visade att hälften av bona i ett område vid Bajkalsjön visade sig vara av den öppna typen, och underarten D. d. cashmiriensis har observerats bygga grunda skålformiga bon.
I genomsnitt lägger den tre till fyra vita ägg, men kullar med sex ägg har observerats. Äggen mäter i genomsnitt 20,2x14,1 mm och väger 2,1 gram. Hur länge äggen ruvas och hur lång tid det tar för fågeln att bli flygg är fortfarande okänt, men liknar säkert hussvalan, som har en ruvningstid på 14-16 dagar och ungarna blir flygga efter 22-32 dagar. Båda föräldrarna tar hand om bobygget, ruvning och uppfödning av ungarna.

### Föda
Orienthussvalan lever av insekter som den tar i flykten. Som sina närmsta släktingar födosöker den oftast högt upp i luften och tar mest flugor, bladlöss och steklar som bevingade myror. Den tar även en mängd andra insekter som fjärilar, skalbaggar och nätvingar. Närvaron av markbundna smådjur i dess diet, eftersom man funnit markbundna insekter som hoppstjärtar och fjärilslarver, indikerar att den även födosöker på marken.

### Predatorer och parasiter
Fåglar bär ofta på parasiter, både externt, som löss och loppor, och interna blodparasiter. Orienthussvalan är värd för hussvaleloppan Ceratophyllus hirundinis, och nyligen har man upptäckt att den även visar spår av att vara bärare av fågelmalaria. Det finns liten kunskap kring orienthussvalans predatorer, men förmodligen är falkar den främsta predatorn precis som för hussvalan.

## Status och hot
Orienthussvalan har ett mycket stort utbredningsområde vilket inte verkar minska och populationsstorleken verkar stabil så arten bedöms inte som hotad. Utifrån detta kategoriseras den som livskraftig (LC) av IUCN. Lokalt är arten vanlig och det verkar som om dess utbredning expanderar norrut in i södra Sibirien.